# Portus Cale

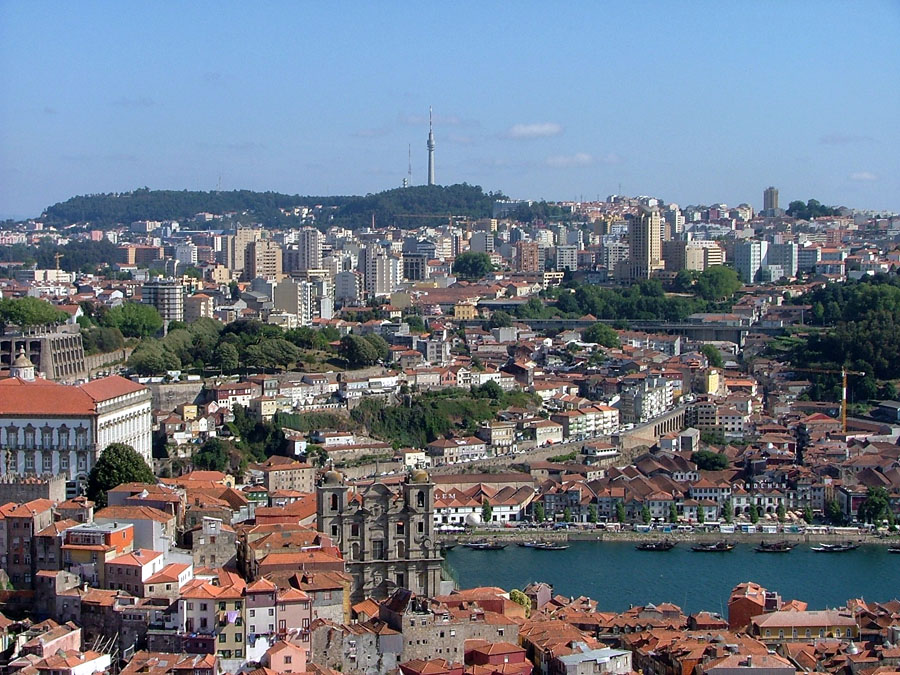
Portus Cale oggi: Porto in primo piano e Gaia sullo sfondo

Portus Cale (nome latino che significa "Porto di Cale") era l'antico nome di una città portuale della Gallaecia romana, corrispondente all'attuale città portoghese di Porto.
Da Portus Cale deriva il nome dell'odierno Portogallo, ma già durante l'alto medioevo era così chiamato il nord lusitano, detto anche contado di Portu Cale (Condado Portucalense), per
distinguerlo dal contado di Galizia. La denominazione storica per il territorio coperto da entrambi era quello di Galizia, nome ereditato dalla Gallaecia romana.

## Cale e Gaia
Mentre la prima parte del sintagma (Portus) rimane nel nome dell'attuale Porto, sulla sponda destra del Douro, la seconda parte resta in quello di Gaia, la località situata di fronte a Porto, sulla riva sinistra dello stesso fiume, ufficialmente denominata Vila Nova de Gaia.

## Cale e Galizia
La radice del nome Cale, è, possibilmente, la stessa contenuta nel nome dei kallaikoí o galaicos ("galleci"), sebbene si sia sostenuto che in origine i galleci fossero stati un popolo stanziato nei dintorni della foce del Douro, finendo così per estendere il loro nome al complesso di populi situati a nord dei lusitani. Rimane comunque un'ipotesi verosimile, sostenuta da casi similari.

## Storia
Cale era il nome dell'antico insediamento situato alla foce del Douro, che sbocca nell'Oceano Atlantico a nord di ciò che adesso è il Portogallo.
Alcuni storici hanno argomentato che i greci fossero stati i primi a insediarsi a Cale e che il nome derivasse dalla parola greca Καλλισ kallis ("bello"), in riferimento alla bellezza della valle del Douro. Altri ipotizzano che la parola Cale provenga dal latino 'caldum' (Portus Cale significherebbe dunque "porto caldo"). La principale spiegazione del nome, tuttavia, è che esso sia un etnonimo derivato dal popolo castregno stanziatosi nella zona di Cale - i callaeci o gallaeci che diedero il nome alla Gallaecia (la quale comprendeva il Portogallo settentrionale). Altri, ancora, credono che il nome derivi dalla dea principale adorata da questa tribù, similmente alla Cailleach in Irlanda. Hector Boece fa derivare il nome Portogallo da Porto Gatelli, il nome Gatelo dato a Braga allorché si trovava in questa città mentre altri ipotizzano che egli diede il nome alla città di Porto. I nomi "Callaici" e "Cale" sono all'origine di quelli attuali di Gaia, Galizia e della radice "Gal" in "Portogallo". Il significato di Cale o "Calle" non è tuttavia pienamente compreso.
Intorno al 200 a.C., i romani iniziavano a conquistare la penisola iberica a danno dei cartaginesi durante la seconda guerra punica. Dopo la sua conquista, Cale venne rinominata Portus Cale dal generale romano Decimo Giunio Bruto Callaicus intorno al 136 a.C. Alla fine delle campagne militari di Bruto, Roma controllava il territorio tra i fiumi Douro e il Minho, lungo la costa e all'interno. Fu solo sotto Augusto, tuttavia, alla fine del I secolo a.C., che l'attuale Portogallo settentrionale e la Galizia vennero completamente pacificate e tenute sotto il controllo romano.
Tutte queste regioni sarebbero poi cadute sotto il dominio dei Suebi tra il 410 e il 584. Questi invasori germanici si stabilirono principalmente nelle zone di Braga (Bracara Augusta), Porto (Portus Cale), Lugo (Lucus Augusti) e Astorga (Asturica Augusta). Bracara Augusta, l'attuale città di Braga e precedente capoluogo della Gallaecia romana, divenne la capitale dei Suebi.
Anche un altro popolo germanico, i Visigoti, invase la Penisola iberica e alla fine conquistò il regno suebo nel 584. La regione intorno a Cale divenne nota tramite i Visigoti come Portucale. Portus Cale sarebbe poi caduta al momento della conquista islamica della penisola iberica nel 711.
Nell'868, Vímara Peres, un signore della guerra cristiano della Gallaecia e vassallo del re delle Asturie, León e Galizia, Alfonso III, venne mandato a riconquistare ai musulmani la zona che va dal fiume Minho al Douro, comprese le città di Portus Cale, fondando così la prima contea del Portogallo o Contado di Portucale. Portus Cale è stato così il precedente nome dato all'attuale zona fluviale di Porto e Vila Nova de Gaia, dunque successivamente all'intera regione e, infine, all'intera nazione.